# Élection gouvernorale de 2002 en Illinois
L'élection du gouverneur et de son adjoint a eu lieu le 5 novembre 2002 en Illinois. Cette élection opposa principalement le représentant démocrate Rod Blagojevich au procureur général républicain Jim Ryan. Avec la victoire de Rod Blagojevich, c'est la première victoire depuis 1972 que les démocrates remportent l’élection au poste de gouverneur, après sept victoires consécutives des républicains à ces élections.

## Déroulement
L'élection générale eut lieu le 5 novembre 2002 et les élections primaires le 19 mars 2002.
En 2002, Blagojevich se lance dans la course pour la nomination de son parti pour devenir le gouverneur de l'Illinois. Blagojevich remporte la primaire contre l'ancien procureur général Roland Burris, dont la plupart des soutiens étaient des Afro-Américains. Paul Vallas, qui fut le directeur du district scolaire des Chicago Public Schools échoua également contre Blagojevich.
Blagojevich a remporté la nomination en grande partie grâce à un fort soutien dans l'Illinois downstate (c'est-à-dire, à l'extérieur de Chicago et dans les comtés ruraux du sud).
Le jour de l'élection générale, Blagojevich défait avec une marge 6,8 points le procureur général républicain Jim Ryan qui avait préféré se présenter au poste de gouverneur plutôt que de solliciter sa réélection comme procureur général de l'Illinois.
Les scandales d'éthique qui avaient tourmenté l'administration précédente, celle du républicain George Ryan (aucune relation avec Jim Ryan) ont favorisé la campagne du démocrate Blagojevich qui s'est concentrée sur le thème des transactions financières douteuses et des détournements de fonds au sein du gouvernement de l'État.

## Primaires
| Résultats ,             | Résultats ,          | Résultats ,                      | Résultats ,          | Résultats ,          | Résultats ,                              | Résultats ,          | Résultats ,          | Résultats ,          | Résultats ,          | Résultats , |
| Partis                  | Partis               | Candidats au poste de gouverneur | Voix                 | %                    | Candidats au poste de gouverneur adjoint | Voix                 | %                    |                      |                      |             |
| Primaires démocrates    | Primaires démocrates | Primaires démocrates             | Primaires démocrates | Primaires démocrates | Primaires démocrates                     | Primaires démocrates | Primaires démocrates | Primaires démocrates | Primaires démocrates |             |
| ----------------------- | -------------------- | -------------------------------- | -------------------- | -------------------- | ---------------------------------------- | -------------------- | -------------------- | -------------------- | -------------------- | ----------- |
|                         | Démocrate            | Rod Blagojevich                  | 455 622              | 36,51                | Pat Quinn                                | 471 038              | 42,11                |                      |                      |             |
|                         | Démocrate            | Paul Vallas                      | 429 932              | 34,45                | Joyce Washington                         | 362 902              | 32,45                |                      |                      |             |
|                         | Démocrate            | Roland Burris                    | 360 583              | 28,89                | Michael Kelleher                         | 284 549              | 25,44                |                      |                      |             |
|                         | Démocrate            | Michael Bakalis                  | 1 927                | 0,15                 |                                          |                      |                      |                      |                      |             |
| Primaires républicaines |                      |                                  |                      |                      |                                          |                      |                      |                      |                      |             |
|                         | Républicain          | Jim Ryan                         | 410 074              | 44,69                | Carl Hawkinson                           | 373 040              | 47,22                |                      |                      |             |
|                         | Républicain          | Patrick O'Malley                 | 260 860              | 28,43                | Bill O'Connor                            | 257 375              | 32,58                |                      |                      |             |
|                         | Républicain          | Corinne Wood                     | 246 625              | 26,88                | Jack McInerney                           | 90 571               | 11,46                |                      |                      |             |
|                         | Républicain          |                                  |                      |                      | Charles Owens                            | 69 089               | 8,75                 |                      |                      |             |

## Sondages
| Institut de sondage     | Date de réalisation   | Rod Blagojevich | Jim Ryan |
| ----------------------- | --------------------- | --------------- | -------- |
| Survey USA              | 28 au 30 octobre 2002 | 53 %            | 39 %     |
| Chicago Tribune         | 25 au 27 octobre 2002 | 47 %            | 37 %     |
| Mason-Dixon             | 25 octobre 2002       | 49 %            | 40 %     |
| Public Opinion Research | 23 au 24 octobre 2002 | 51 %            | 36 %     |
| Chicago Sun-Times       | 21 au 24 octobre 2002 | 50 %            | 38 %     |

## Résultats
| Résultats | Résultats                   | Résultats        | Résultats        | Résultats | Résultats | Résultats |
| Partis    | Partis                      | Candidats        | Collistiers      | Voix      | %         |           |
| --------- | --------------------------- | ---------------- | ---------------- | --------- | --------- | --------- |
|           | Démocrate                   | Rod Blagojevich  | Pat Quinn        | 1 847040  | 52,19     |           |
|           | Républicain                 | Jim Ryan         | Carl Hawkinson   | 1 594 960 | 45,07     |           |
|           | Libertarien                 | Cal Skinner      | James Tobin      | 73 794    | 2,09      |           |
|           | Tiers partis & Indépendants | Autres candidats | Autres candidats | 23 097    | 0,65      |           |